# Eduard Schott (Metallurg)

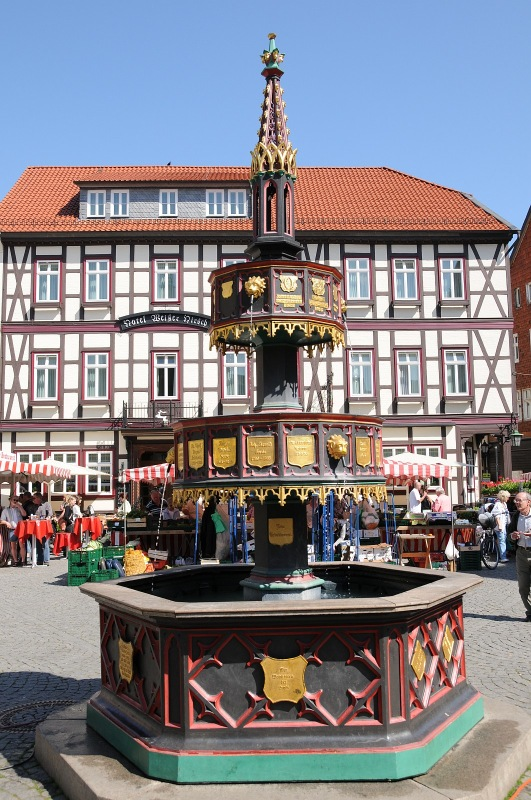
Wohltäterbrunnen in Wernigerode, Guss 1848 von Eduard Schott

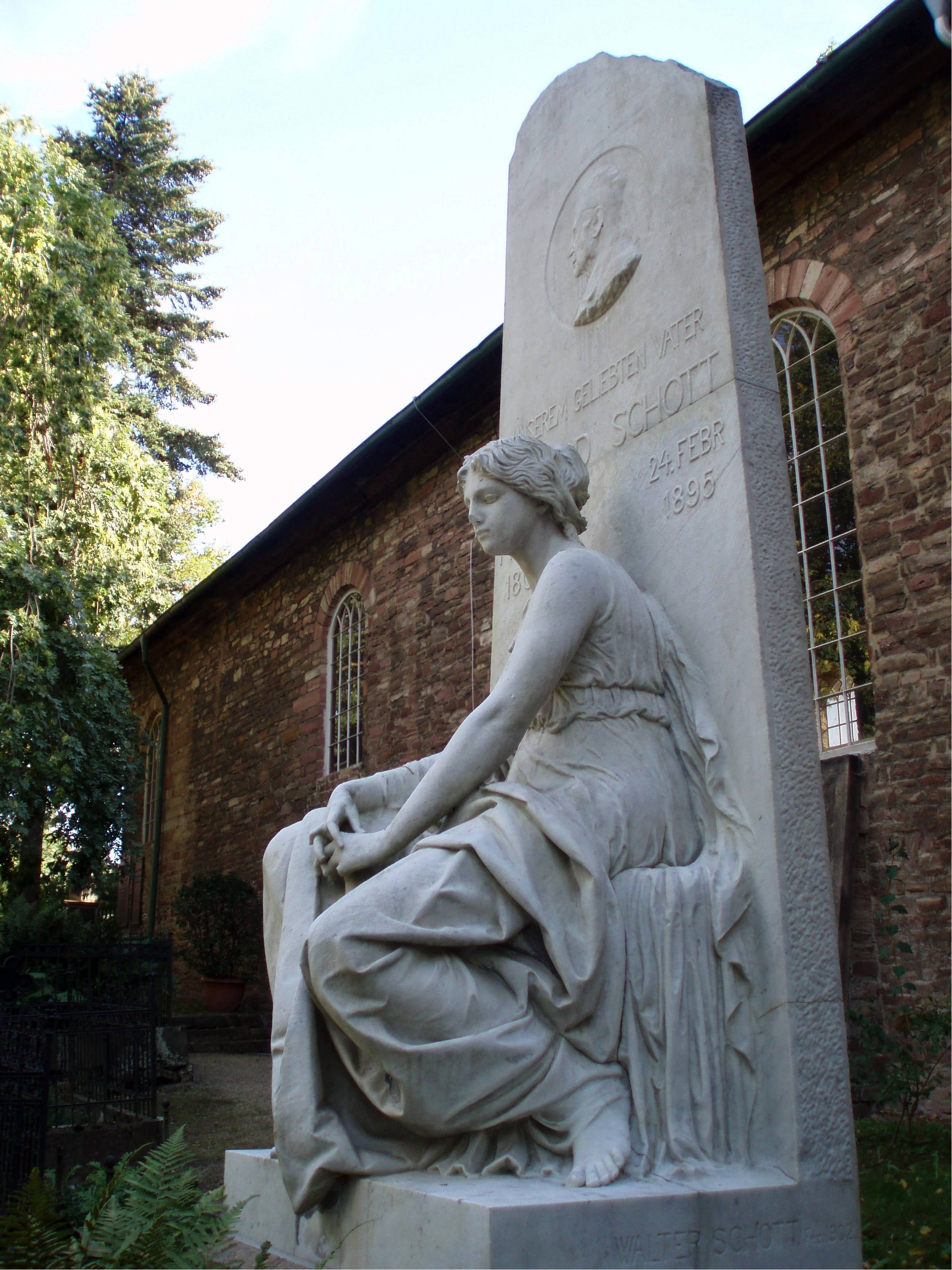
Grabmal in Ilsenburg

Eduard Schott (* 14. Mai 1808 in Seesen; † 24. Februar 1895 in Ilsenburg) war ein deutscher Metallurg, Kunstgießer und Entdecker des Kristallisationsverfahrens.

## Leben
Eduard Schott war ein Sohn von Benedikt Schott, dem Direktor der Jacobson-Schule in Seesen. Nach dem Besuch des Gymnasiums ging er nach Erfurt und sammelte anschließend in mehreren Hüttenwerken der Eifel und am Rhein praktische Erfahrungen, bevor er am Collegium Carolinum in Braunschweig studierte.
Die Tätigkeit als Hüttenschreiber am Hüttenwerk von Graf Henrich zu Stolberg-Wernigerode in Ilsenburg nahm er am 3. Februar 1838 auf. Bereits am 21. Oktober 1835 hatte er aus Wilhelmshütte mitgeteilt, dass er Interesse an der freigewordenen Stelle eines gräflichen Hüttenschreibers hatte, von der er von Inspektor Reinking von der Carlshütte in Kenntnis gesetzt wurde.
1855 wurde er zum Hütteninspektor ernannt und später zum Oberhütteninspektor befördert. Seit 1862 wirkte einige Zeit sein späterer Schwiegersohn Adolf Ledebur gemeinsam mit ihm an der gräflichen Hütte in Ilsenburg.
In Zusammenarbeit mit dem gräflichen Bergrat Friedrich Brandes errangen die von ihm gegossenen Produkte der Ilsenburger Hütte mehrere Preise, so z. B. auf den Weltausstellungen 1855 in Paris und Wien 1873, wofür ihn der preußische Kronen-Orden III. Klasse verliehen wurde.
Sein Sohn Walter Schott arbeitete als Bildhauer in Berlin und schuf zahlreiche Denkmäler, so u. a. das Grabmal für seinen Vater auf dem Ilsenburger Friedhof. Seine Tochter Therese Stutzer wurde als Schriftstellerin bekannt.